# Héctor Omar Torino
Héctor Omar Torino (Quines, 3 de marzo de 1956) es un político argentino del Partido Justicialista. Se desempeñó como senador nacional por la provincia de San Luis entre marzo y diciembre de 2001 y como diputado nacional por la misma provincia entre 2005 y 2007.

## Biografía
Nació en Quines (departamento Ayacucho, San Luis) en 1956. Comenzó la carrera de abogacía en la Universidad Nacional del Litoral y luego la carrera de ciencia política en la Universidad Nacional de Cuyo, sin finalizar ambas. Años más tarde, completó una licenciatura en gestión educativa en la Universidad Nacional de Quilmes.
Militante peronista, tras el golpe de Estado del 24 de marzo de 1976 y la instalación de la dictadura autoproclamada «Proceso de Reorganización Nacional», se dispuso su arresto «a disposición del Poder Ejecutivo Nacional» mediante un decreto secreto, desclasificado y publicado en el Boletín Oficial de la República Argentina en 2013. En 1979 se publicó otro decreto secreto dejando sin efecto dicho arresto.
Con el retorno a la democracia, en 1983 fue elegido concejal de Quines, desempeñándose como presidente del Concejo Deliberante. En 1987, fue elegido a la Cámara de Diputados de la Provincia de San Luis, siendo reelegido en 1991. Allí ejerció como presidente de la cámara por cinco períodos consecutivos desde 1989 hasta 1993.
En 1993 fue elegido a la Cámara de Senadores de la Provincia de San Luis, presidiendo el bloque de senadores provinciales del Partido Justicialista (PJ). En 1996, el gobernador Adolfo Rodríguez Saá lo designó ministro de Gobierno y Educación de la provincia y, en 1999, ministro de Cultura y Educación. En 2001 asumió como secretario de la Reinvención del Estado del gobierno provincial. En el ámbito partidario, fue vicepresidente del PJ de San Luis.
En marzo de 2001 asumió como senador nacional por la provincia de San Luis, en reemplazo de Carlos Sergnese, quien a su vez había reemplazado a Mario Luis Bartolucci (fallecido) y a Bernardo Pascual Quinzio (elegido en 1995). Junto con su par de San Luis, Liliana Negre de Alonso, conformó el bloque «Justicialismo por el Cambio», por fuera del bloque del PJ. Integró las comisiones de Educación y de Justicia. Finalizó su mandato en diciembre de 2001.
En diciembre de 2005 asumió como diputado nacional por San Luis, para completar los dos años restantes de mandato de Adolfo Rodríguez Saá, iniciado en 2003. Integró el bloque del Frente para la Victoria. Fue secretario de la comisión de Economías y Desarrollo Regional e integró como vocal las comisiones de Comercio; de Comunicaciones e Informática; de Educación; de Minería; y de Recursos Naturales y Conservación del Ambiente Humano.